# Rue Malassis
Pour les articles homonymes, voir Malassis.
La rue Malassis est une voie du 15e arrondissement de Paris, en France.

## Situation et accès
La rue Malassis est une voie située dans le 15e arrondissement de Paris. Elle débute au 23, rue Vaugelas et se termine au 76, rue Olivier-de-Serres.

## Origine du nom
Elle porte le nom d'un lieu-dit.

## Historique
Cette voie est un sentier qui traverse des vignes et relie le chemin du Moulin-de-Vaugirard à la rue des Tournelles sur le plan de Roussel de 1730. Il prend par la suite le nom de « rue des Paillasses » puis de « rue du Poil-de-l'Ane », car on y tondait des ânes et des chevaux.
Rattachée à la voirie de Paris en 1863, la rue prend le nom de « ruelle Malassis », dont la partie comprise entre la rue Olivier-de-Serres et la rue de la Saïda, est supprimée en 1897. Elle prend son nom actuel le 11 janvier 1932.